# Gries (Hallein)
Gries (auch Adneter Gries) ist eine Ortschaft, eine Katastralgemeinde und ein Stadtteil von Hallein mit 445 Einwohnern (Stand 1. Jänner 2024) im Bezirk Hallein im Salzburger Land in Österreich.

## Geografie

### Lage
Gries liegt südlich des Almbachs im östlichen Teil von Hallein.

### Nachbarstadtteile
| Neualm  |         | Adneter Riedl |
| Hallein | Kompass |               |
|         |         | Burgfried     |

## Geschichte und Infrastruktur

### Eingemeindung
Der Adneter Gries wurde gemeinsam mit dem Adneter Riedl 1938 im Zuge der damaligen Großraumpolitik in die Stadt Hallein eingemeindet.

### Straßenanbindung
Der Stadtteil liegt zwischen Salzachtal Straße (B159) und Tauernautobahn (A10) und an der Halleiner Landesstraße (L105), die rechtsufrig der Salzach nach Salzburg führt. Hier beginnt die 20 km lange Wiestal-Landesstraße (L107) durch die Salzburger Voralpen nach Hof bei Salzburg und es befindet sich auch die Autobahnanschlussstelle Hallein (Exit 16), bei Autobahnkilometer 19,4. Die als indirekte Trompete konstruierte Anlage bindet die Wiestalstraße über einen Kreisverkehr an, Richtung Stadt sind über weitere Kreisverkehre die L105 und die B159 angebunden.

### Öffentlicher Verkehr
Die Haltestelle Hallein Abzw. Wiestalstraße wird von der Linie 160 angefahren.
Die Haltestelle Hallein Straßenmeisterei wird von der Linie 41 angefahren.

### Straßenmeisterei Tennengau

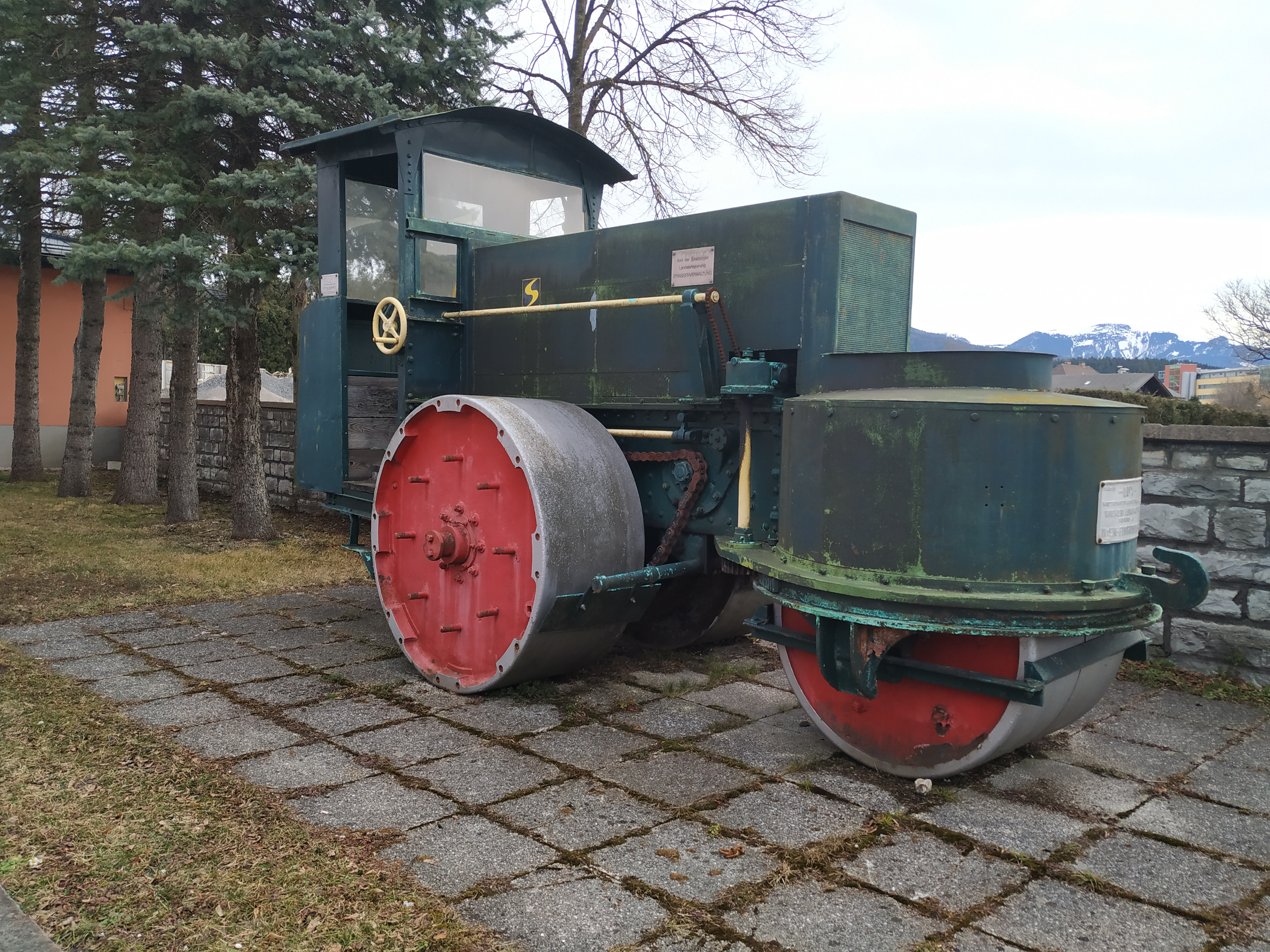
Historische Straßenwalze an der Einfahrt zur Straßenmeisterei Tennengau (Modell Lux, Baujahr 1928)

Die Straßenmeisterei Tennengau ist eine Dienststelle des Amtes der Salzburger Landesregierung und liegt an der Wiestal-Landesstraße in der Nähe der Tauernautobahn.

### Kindergarten Hallein-Gries
Der Kindergarten liegt an der Wiestal-Landesstraße und bietet Platz für sechs Kindergartengruppen und vier Krabbelgruppen. Das von Architekt Karl Thalmeier geplante Gebäude wurde mit Kosten von 7,3 Millionen Euro im Baurecht von der gemeinnützigen Genossenschaft "die salzburg" errichtet, das Grundstück verbleibt im Eigentum der Stadtgemeinde Hallein.

### Hochwasserschutz

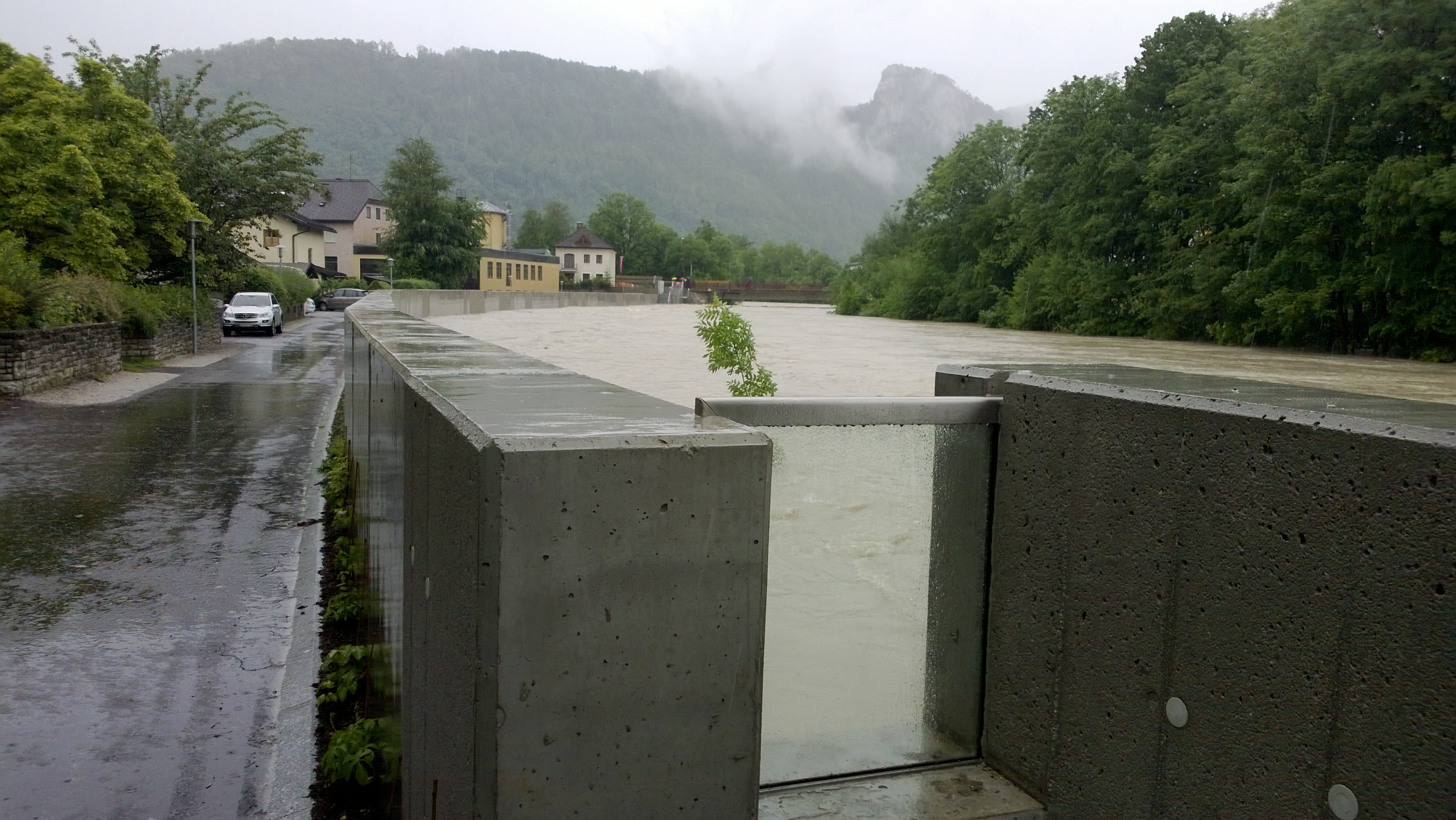
Aktivierter Hochwasserschutz (2013)

Das Hochwasser in Mitteleuropa 2002 überschwemmte zahlreiche Wohnobjekte und einen Tischlereibetrieb am linken Almbachufer und flussaufwärts der Almbrücke von Hallein nach Oberalm. 2012 konnte der Bau einer Schutzmauer fertiggestellt werden, die einem 100-jährlichen Hochwasser standhalten soll. Zusätzlich sollen mobile Schutzelemente, ein Pumpwerk zur Hinterlandentwässerung und Drainagen weitere Überschwemmungen verhindern. Bereits im Jahr nach der Fertigstellung kam der Hochwasserschutz zum Einsatz. Beim Hochwasser in Mitteleuropa 2013 wurde für den Ambach ein Hochwasserscheitel der Größenordnung von HQ50-100 erreicht, der im beschriebenen Bereich keine Schäden verursachte.